# Glattheitsbedingung
In der mathematischen Theorie der normierten Räume werden gewisse Klassen solcher Räume durch Eigenschaften der Norm definiert. Hier betrachtet man Glattheitsbedingungen, das heißt die Differenzierbarkeitseigenschaften der Norm. Daneben gibt es eine Reihe von Konvexitätsbedingungen, die über die Dualräume mit den Glattheitsbedingungen zusammenhängen.

## Glattheitsbedingungen
Es sei {\displaystyle (X,\|\cdot \|)} ein normierter Raum mit der Einheitssphäre {\displaystyle S_{X}:=\{x\in X;\,\|x\|=1\}}. Man kann zeigen, dass für {\displaystyle x,y\in S_{X}} die Grenzwerte
{\displaystyle G_{-}(x,y):=\lim _{t\nearrow 0}{\frac {\|x+ty\|-1}{t}}\quad \quad G_{+}(x,y):=\lim _{t\searrow 0}{\frac {\|x+ty\|-1}{t}}}
existieren und stets {\displaystyle G_{-}(x,y)\leq G_{+}(x,y)} ist. Man sagt, die Norm sei im Punkt {\displaystyle x} in Richtung {\displaystyle y} Gâteaux-differenzierbar, wenn Gleichheit besteht. Den gemeinsamen Wert bezeichnet man dann mit 
{\displaystyle G(x,y)=\lim _{t\rightarrow 0}{\frac {\|x+ty\|-1}{t}}}
und sagt, das Gâteaux-Differential existiere in {\displaystyle x} in Richtung {\displaystyle y}. Durch Forderungen an diesen Grenzwert werden Klassen normierter Räume definiert.

### Glatte Räume
Die einfachste Forderung an den Grenzwert zum Gâteaux-Differential ist dessen Existenz. Wir definieren:
{\displaystyle (X,\|\cdot \|)} heißt glatt, wenn das  Gâteaux-Differential {\displaystyle G(x,y)} für alle {\displaystyle x,y\in S_{X}} existiert.

### Gleichmäßig glatte Räume
Der Grenzwert {\displaystyle G(x,y)} in der Definition der Glattheit existiert für jedes Paar {\displaystyle (x,y)\in S_{X}\times S_{X}}. Fordert man hier gleichmäßige Konvergenz, erhält man eine kleinere Klasse normierter Räume:
{\displaystyle (X,\|\cdot \|)} heißt gleichmäßig glatt, wenn das Gâteaux-Differential {\displaystyle G(x,y)} gleichmäßig auf {\displaystyle S_{X}\times S_{X}} existiert.

### Fréchet-glatte Räume
Indem man die Gleichmäßigkeitsforderung in der Definition der gleichmäßigen Glattheit auf die Richtungsvariable einschränkt, gelangt man zu folgender Definition:
{\displaystyle (X,\|\cdot \|)} heißt Fréchet-glatt, wenn das Gâteaux-Differential {\displaystyle G(x,y)} für jedes {\displaystyle x\in S_{X}} gleichmäßig für {\displaystyle y\in S_{X}} existiert.

### Gleichmäßig Gâteaux-glatte Räume
Die folgende Klasse normierter Räume ergibt sich, wenn man Gleichmäßigkeit für die erste Variable fordert:
{\displaystyle (X,\|\cdot \|)} heißt gleichmäßig Gâteaux-glatt, wenn das Gâteaux-Differential {\displaystyle G(x,y)} für jede Richtung {\displaystyle y\in S_{X}} gleichmäßig für {\displaystyle x\in S_{X}} existiert.

### Sehr glatte Räume
Ist {\displaystyle (X,\|\cdot \|)} glatt, so gibt es zu jedem {\displaystyle x\in S_{X}} genau ein {\displaystyle f\in S_{X'}} mit {\displaystyle \mathrm {Re} f(x)=1}. Dadurch wird eine Abbildung {\displaystyle \sigma :S_{X}\rightarrow S_{X'}} definiert, die man die sphärische Abbildung nennt und von der man zeigen kann, dass sie bzgl. der relativen Normtopologie auf {\displaystyle x\in S_{X}} und der relativen schwach-*-Topologie auf {\displaystyle f\in S_{X'}} stetig ist. Die folgende Definition verschärft daher den Begriff des glatten Raums:
Ein normierter Raum {\displaystyle (X,\|\cdot \|)} heißt sehr glatt, wenn er glatt ist und die sphärische Abbildung bzgl. der relativen Normtopologie auf {\displaystyle X\setminus \{0\}} und der relativen schwachen Topologie auf {\displaystyle X'\setminus \{0\}} stetig ist.
Die noch stärkere Stetigkeit bzgl. der Normtopologien führt zum oben bereits erwähnten Begriff des gleichmäßig glatten Raums.

## Übersicht

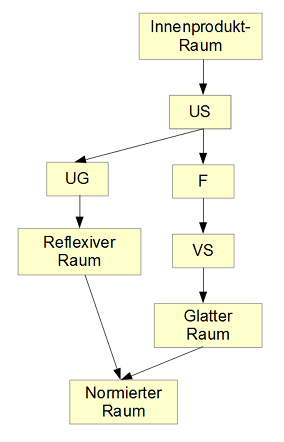
Zusammenhänge zwischen den Raumklassen

Dieses Diagramm gibt eine Übersicht über die Zusammenhänge zwischen den Raumklassen, wobei die Klasse der Innenprodukt-Räume die speziellste ist. Ein Pfeil von einer Klasse in die andere bedeutet, dass jeder normierte Raum der ersten Klasse auch der zweiten angehört. Die Reflexivität eines normierten Raums bedeutet, dass die Vervollständigung ein reflexiver Raum ist. Man beachte, dass mit Ausnahme der Reflexivität und natürlich der untersten Eigenschaft, ein normierter Raum zu sein, jede der Eigenschaften beim Übergang zu einer äquivalenten Norm verloren gehen kann. Folgende Standard-Abkürzungen, die zum Teil auf die entsprechenden englischen Bezeichnungen zurückgehen, wurden verwendet:
- US: gleichmäßig glatt (uniformly smooth)
- UG: gleichmäßig Gâteaux-glatt (uniformly Gâteaux smooth)
- F: Fréchet-glatt (Fréchet smooth)
- VS: sehr glatt (very smooth)

Alle hier dargestellten Beziehungen finden sich im unten angegebenen Lehrbuch von Robert E. Megginson.

## Zusammenhänge mit Konvexitätsbedingungen
Es seien {\displaystyle X} ein normierter Raum und {\displaystyle X'} sein Dualraum. Dann gelten folgende Aussagen:
- Ist {\displaystyle X'} strikt konvex, so ist {\displaystyle X} glatt, die Umkehrung gilt im Allgemeinen nicht.[6]
- Ist {\displaystyle X'} glatt, so ist {\displaystyle X} strikt konvex, die Umkehrung gilt im Allgemeinen nicht.[7]
- Ist {\displaystyle X'} stark konvex, so ist {\displaystyle X} Fréchet-glatt, die Umkehrung gilt im Allgemeinen nicht.[8]
- {\displaystyle X} ist genau dann gleichmäßig glatt, wenn {\displaystyle X'} gleichmäßig konvex ist. Die Rollen von {\displaystyle X} und {\displaystyle X'} können vertauscht werden.[9]
- {\displaystyle X} ist genau dann stark konvex, wenn {\displaystyle X'} Fréchet-glatt ist. Die Rollen von {\displaystyle X} und {\displaystyle X'} können vertauscht werden.[10]
- {\displaystyle X} ist genau dann gleichmäßig  Gâteaux-glatt, wenn {\displaystyle X'} schwach* gleichmäßig konvex ist.[11]

## Glattheitsmodul
Ist {\displaystyle (X,\|\cdot \|)} ein normierter Raum, so heißt
{\displaystyle \rho _{X}:[0,\infty )\rightarrow [0,\infty ),\quad \rho _{X}(t):={\frac {1}{2}}\sup\{\|x+y\|+\|x-y\|-2;\,x,y\in X,\|x\|=1,\|y\|=t\}}
der Glattheitsmudul von {\displaystyle (X,\|\cdot \|)}.
Die Untersuchung dieser Funktion ermöglicht weitere Einblicke in die hier vorgestellten Raumklassen. So gilt zum Beispiel:
- {\displaystyle (X,\|\cdot \|)}   ist gleichmäßig glatt   {\displaystyle \Leftrightarrow }   {\displaystyle \lim _{t\searrow 0}{\frac {\rho _{X}(t)}{t}}=0}.

Das wird im unten angegebenen Lehrbuch von Istratescu als Definition der gleichmäßigen Glattheit verwendet. Für den Stetigkeitsmudul gilt die Abschätzung
{\displaystyle \rho _{X}(t)\geq {\sqrt {1+t^{2}}}-1}   für jeden gleichmäßig konvexen Raum.
Im Extremfall erhält man eine Charakterisierung der Hilberträume:
- {\displaystyle (X,\|\cdot \|)}   ist Hilbertraum {\displaystyle \Leftrightarrow }   {\displaystyle (X,\|\cdot \|)} ist ein gleichmäßig konvexer Banachraum mit   {\displaystyle \rho _{X}(t)={\sqrt {1+t^{2}}}-1}.[14]